# Хиллас, Лоррейн
Лоррейн Мэри Хиллас (до замужества — Уортон; англ. Lorraine Mary Hillas (Wharton); род. 11 декабря 1961) — австралийская хоккеистка на траве, полевой игрок. Олимпийская чемпионка 1988 года, участница летних Олимпийских игр 1984 года.

## Биография
Лоррейн Хиллас родилась 11 декабря 1961 года.
В 1981 году в составе женской сборной Австралии участвовала в чемпионате мира в Буэнос-Айресе, где австралийки заняли 4-е место.
В 1984 году вошла в состав женской сборной Австралии по хоккею на траве на летних Олимпийских играх в Лос-Анджелесе, занявшей 4-е место. Играла в поле, провела 5 матчей, мячей не забивала.
В 1988 году вошла в состав женской сборной Австралии по хоккею на траве на летних Олимпийских играх в Сеуле и завоевала золотую медаль. Играла в поле, провела 1 матч, мячей не забивала.
12 июня 1989 года была награждена медалью ордена Австралии.